# Inkpen
Inkpen är en civil parish i Storbritannien.   Den ligger i kommunen West Berkshire i riksdelen England, i den södra delen av landet, 100 km väster om huvudstaden London. Antalet invånare är 855. Arean är 12,9 kvadratkilometer.
Terrängen i Inkpen är platt.